# Амвросій Ехінгер

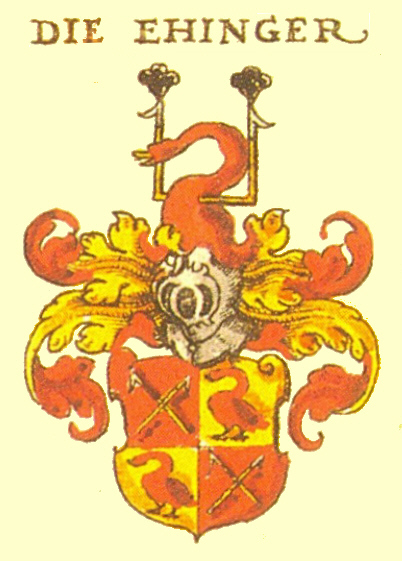
Герб Ехінгерів

Амвросій Ехінгер (1500 — 1532/33) — німецький конкістадор, ініціатор та провідник політики банкірського дому Вельзерів у  Південній Америці. Займався пошуками Ельдорадо. Один із перших дослідив внутрішні частини південної Америки, заснував місто Маракайбо (Венесуела).

## Біографія
Народився в Німеччині, місті Ульм. Він належав до сім'ї значних німецьких банкірів, які разом з банкірами Вельзерами отримали ленне право на використання Венесуели. Обидва банкірські дома були пов'язані тісними комерційними зв'язками. Тому у 1526 році Ехінгер прибув до Америки як представник банкірського дому Вельзерів. У 1528 році він став намісником Венесуели, а 24 лютого висадився поблизу іспанської фортеці Коро на затоці Венесуела. Тут Ехінгер прагнув налагодити добування перлів, але невдало. Тоді він пройшов плато Сеговія, перетнув гори Сьєрра-дель-Норте, грабуючи місцеве населення.

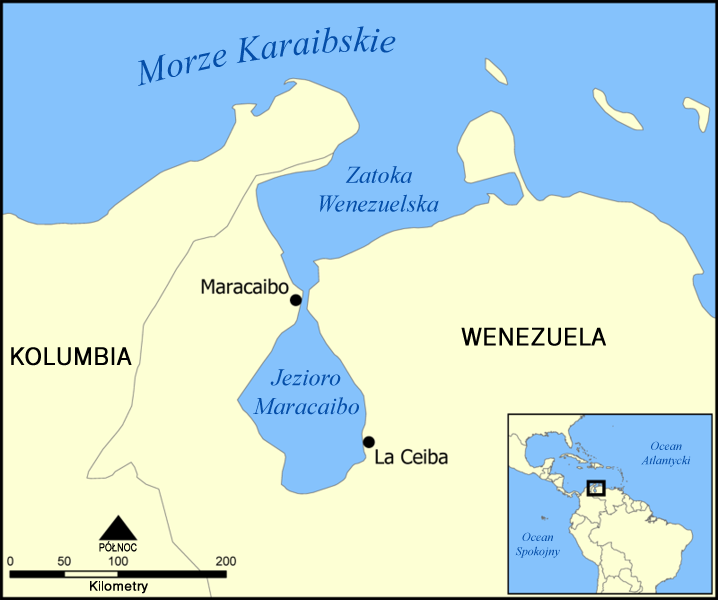
Місто та озеро Маракайбо

З лютого по вересень 1531 року Ехінгер досліджував берег Маракайбо. На західному берегу затоки Венесуела він заклав містечко, яке у майбутньому стало містом Маракайбо. також Ехінгер склав карту території навколо озера Маракайбо.
Наприкінці 1531 року із загоном 170 осіб Амвросій Ехінгер відправився у гори Сьєрра-Невада-де-Санта-Марта та Кордильєри Періжа, де європейці ще не були. Він шукав країну Ельдорадо. У своїх пошуках Ехінгер дійшов до річки Магдалена, піднявся по ній на 500 км до 7° 30" п. ш. Конкістадору вдалося також відкрити пониззя річки Каукі. При цьому він жорстоко поводився з місцевим індіанським населенням. Наприкінці 1532 — на початку 1533 року в Східних Кордильєрах (4000 км від Боготи та 200 км від Сагамосо — сучасна Колумбія) загін Ехінгера потрапив у засідку, яку влаштували індіанці. Внаслідок сутички Амвросій Ехінгер загинув. Ті, що залишилися живими, в листопаді 1533 року добралися до Коро та закінчили кільцевий похід по Північних Андах, який сягнув 1500 км.